# 章念驰
章念驰（1942年—），生于上海。章太炎之孫，中华人民共和国台湾问题专家。

## 生平
1979年，章念驰进入上海社会科学院历史研究所，从事中国近代史研究，参加《章太炎全集》的整理及出版，并出版了《沪上春秋——章太炎与上海》、《我的祖父章太炎》等专著，以及《章太炎医论集》、《中国学术思想史随笔》等十多部编著。1988年起，担任海峡两岸学术文化交流促进会秘书长。1990年起，担任上海市台湾研究会秘书长及副会长。1995年起，担任上海市台湾研究所副所长。1997年起，担任上海东亚研究所所长，写出了《两岸关系与中国前途》、《统一探究》、《两岸关系与中国崛起》、《面壁集》等专著，获聘为海峡两岸关系协会特约研究员、国务院台湾问题咨询专家、上海市人民政府台湾事务办公室咨询专家、上海市人民政府侨务办公室咨询专家委员会主任、上海市统一战线理论研究会副会长、《中国评论》学术顾问等职务。他是上海社会科学院亚太研究所研究员、上海市人民政府参事。
章念馳認為：「台灣若不主動參與統一，就只能被統一。」

## 家庭
- 祖父：章太炎[1]